# 恰姆恰馬勒
恰姆恰馬勒是伊拉克的城市，位於該國東北部札格羅斯山脈西部高地，距離首府蘇萊曼尼亞50公里，處於首都巴格達東北237公里，海拔高度702米，2012年人口106,885。
35°32′N 44°50′E / 35.533°N 44.833°E